# القاهرة (وادي العين)

تعديل مصدري - تعديل

القاهرة هي إحدى قرى عزلة وادي العين بمديرية حورة التابعة لمحافظة حضرموت، بلغ تعداد سكانها 233 نسمة حسب تعداد اليمن لعام 2004.